# Jovana Janković
Jovana Jankovic, née le 25 avril 1981 à Belgrade, est une animatrice de télévision serbe.

## Biographie

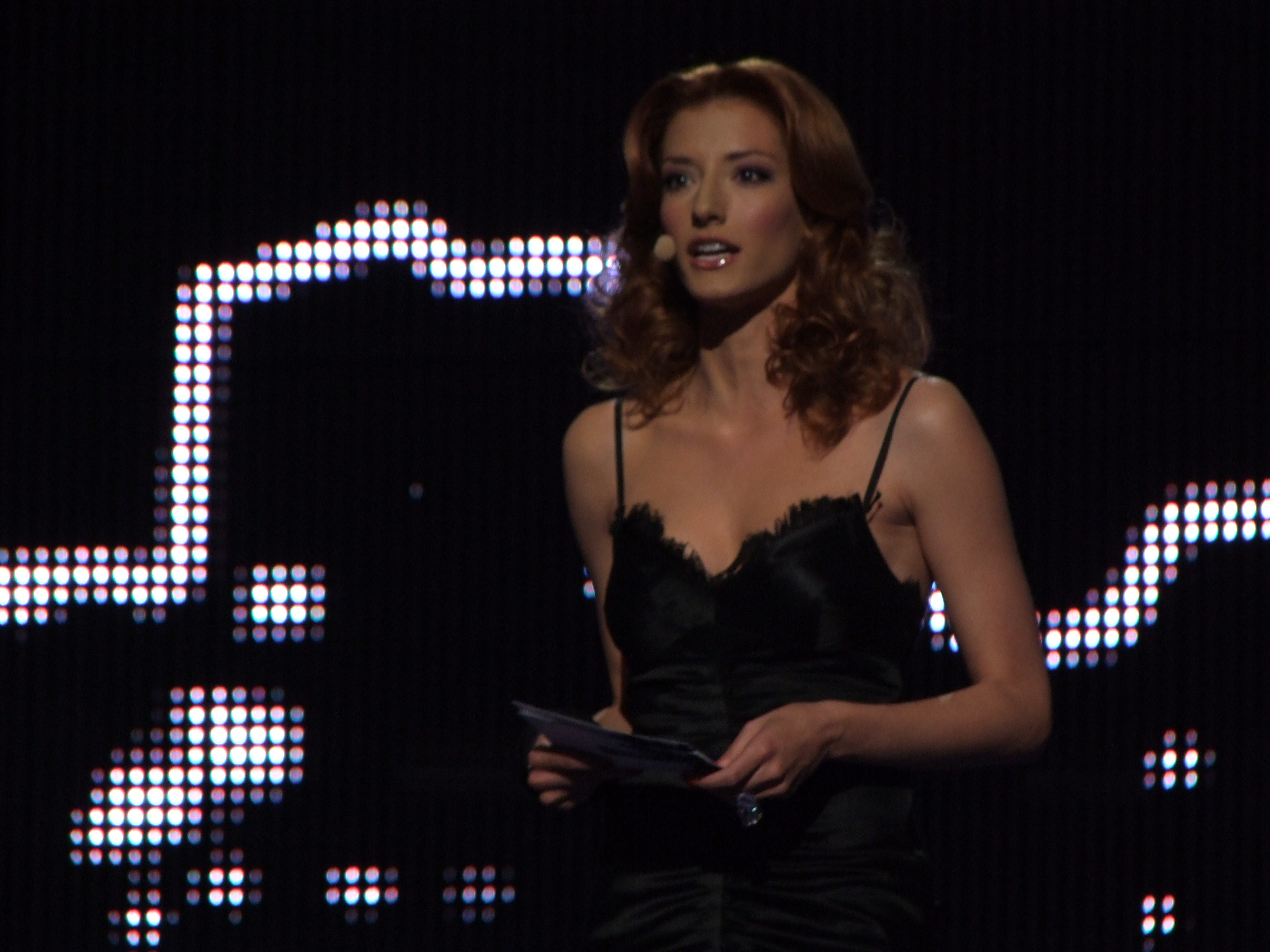
Eurovision 2008.

Elle a présenté le Concours Eurovision de la chanson 2008 aux côtés de Željko Joksimović. Elle fait partie de l'équipe matinale de la chaîne serbe RTV. Elle apparaît dans une sélection de la Serbie, pour dire les résultats de l'Eurovision 2006.